# Mastercastle
Mastercastle so heavy metal in power metal skupina iz Genove (Italija), ustanovljena leta 2008.

## Zgodovina
Mastercastle je leta 2008 ustanovil kitarist Pier Gonella z vokalistko Giorgio Gueglio. Kasneje sta se mu pridružila še basist Steve Vawamas in bobnar Alessandro Bissa. 

Leta 2009 so posneli svoj prvenec, poimenovan The Phoenix.

Eno leto po izidu prvega albuma so Mastercastle posneli svoj drugi album Last Desire (2010).

## Zasedba

### Trenutna zasedba
- Giorgia Gueglio – vokal
- Pier Gonella – kitara
- Steve Vawamas – bas kitara
- Alessandro Bissa – bobni

## Diskografija
- The Phoenix (2009)
- Last Desire (2010)